# Воропаев, Виктор Степанович
Виктор Степанович Воропаев (род. 16 июля 1937) — советский футболист, полузащитник. Мастер спорта СССР.
В командах мастеров дебютировал в 1956 году — в составе команды класса «Б» «Кайрат» Алма-Ата провёл четыре игры. В 1960—1963 годах выступал за «Знамя Труда» Орехово-Зуево. В 1960 году в 26 играх класса «Б» забил один гол, в 1961 году сыграл 17 матчей. В 1962 году вместе с командой дошёл до финала Кубка СССР. В 1964 году играл за «Шахтёр» Караганда, в 1965 — за «Текмаш» Кострома.